# 久保田光俊
久保田 光俊（くぼた みつとし、1959年 - ）は、日本のアニメーションプロデューサー、実業家。静岡県菊川市出身。株式会社シャフト代表取締役社長。

## 経歴
1980年ごろ、アニメ業界関係者と繋がりがあった従兄弟の紹介で、シャフトで仕上げのアルバイトを始める。1982年、正式にシャフトに入社。以後、仕上部で色彩設定や特殊効果を担当。その後、制作部に異動し、制作担当や制作プロデューサーを歴任する。
2004年、先代の若尾博司の後を受け、代表取締役に就任。

## 作品一覧

### テレビアニメ
1980年
- タイムパトロール隊オタスケマン（仕上）
- 怪物くん（仕上）

1982年
- 一ッ星家のウルトラ婆さん（色彩設計）

1983年
- ドラえもん（仕上）
- ナイン2 恋人宣言（仕上）

1984年
- アタッカーYOU!（色指定）

1985年
- タッチ（仕上）

1987年
- ミスター味っ子（色指定）

1988年
- おそ松くん（仕上）
- シティーハンター2（色指定）
- ホワッツマイケル（特効）

1989年
- シティーハンター3（色指定）

1990年
- キャッ党忍伝てやんでえ（色指定、特殊効果）

1992年
- コボちゃん（色指定）
- ともだちでいようね（色指定）

1995年
- 十二戦支 爆烈エトレンジャー（制作担当）

1998年
- サイレントメビウス（制作プロデューサー）

1999年
- デュアル!ぱられルンルン物語（プロデューサー）

2000年
- サクラ大戦（制作担当）
- 人造人間キカイダー THE ANIMATION（ラインプロデューサー）
- ドッとKONIちゃん（プロデューサー）

2001年
- まほろまてぃっく（プロデューサー）

2002年
- まほろまてぃっく〜もっと美しいもの〜（プロデューサー）

2003年
- ぽぽたん（プロデューサー）

2004年
- この醜くも美しい世界（アニメーション・プロデューサー）
- 月詠 -MOON PHASE-（アニメーション・プロデューサー）

2005年
- これが私の御主人様（アニメーション・プロデューサー）
- ぱにぽにだっしゅ!（アニメーション・プロデューサー）

2006年
- REC（プロデューサー）
- ネギま!?（アニメーションプロデューサー）

2007年
- ひだまりスケッチ（企画）
- さよなら絶望先生（アニメーションプロデューサー）
- ef - a tale of memories.（プロデューサー）

2008年
- 【俗・】さよなら絶望先生（アニメーションプロデューサー）
- ひだまりスケッチ×365（企画）
- ef - a tale of melodies.（プロデュース）

2009年
- まりあ†ほりっく（アニメーションプロデューサー）
- 夏のあらし!（アニメーションプロデューサー）
- 化物語（プロデューサー）
- 【懺・】さよなら絶望先生（アニメーションプロデューサー）
- 夏のあらし! 〜春夏冬中〜（アニメーションプロデューサー）

2010年
- ひだまりスケッチ×☆☆☆（企画）
- ダンス イン ザ ヴァンパイアバンド（アニメーションプロデューサー）
- 荒川アンダー ザ ブリッジ（アニメーションプロデューサー）
- 荒川アンダー ザ ブリッジ×ブリッジ（アニメーションプロデューサー）
- それでも町は廻っている（プロデューサー）

2011年
- 魔法少女まどか☆マギカ（企画）
- まりあ†ほりっく あらいぶ（アニメーションプロデューサー）
- 電波女と青春男（アニメーション・プロデューサー）
- ひだまりスケッチ×SP（企画）

2012年
- 偽物語（プロデューサー）
- ひだまりスケッチ×ハニカム（企画）
- 猫物語（黒）（プロデューサー）

2013年
- ささみさん@がんばらない（企画）
- 〈物語〉シリーズ セカンドシーズン（プロデューサー）

2014年
- ニセコイ（プロデューサー）
- メカクシティアクターズ（企画）
- 憑物語（プロデューサー）

2015年
- 幸腹グラフィティ（企画）
- ニセコイ:（チーフプロデューサー）
- 終物語（プロデューサー）

2016年
- 3月のライオン（企画）

2018年
- Fate/EXTRA Last Encore（企画）

2019年
- 続・終物語（企画）

2020年
- マギアレコード 魔法少女まどか☆マギカ外伝（プロデューサー）
- アサルトリリィ BOUQUET（企画・プロデュース）

2021年
- 美少年探偵団（企画）
- マギアレコード 魔法少女まどか☆マギカ外伝 2nd SEASON -覚醒前夜-（企画）

2022年
- 連盟空軍航空魔法音楽隊ルミナスウィッチーズ（エグゼクティブプロデューサー）
- RWBY 氷雪帝国（企画統括）

2023年
- 五等分の花嫁∽（アニメーション統括）

2024年
- 〈物語〉シリーズ オフ&モンスターシーズン（企画）

### 劇場アニメ
1981年
- フリテンくん（彩色）

1994年
- ストリートファイターII MOVIE（仕上）

2007年
- キノの旅 病気の国 -For You-（アニメーション・プロデューサー）

2011年
- 劇場版 魔法先生ネギま! ANIME FINAL（アニメーションプロデューサー）

2012年
- 劇場版 魔法少女まどか☆マギカ [前編] 始まりの物語／[後編] 永遠の物語（企画）

2013年
- 劇場版 魔法少女まどか☆マギカ [新編] 叛逆の物語（プロデューサー）

2016年
- 傷物語〈I 鉄血篇〉（プロデューサー）
- 傷物語〈II 熱血篇〉（プロデューサー）

2017年
- 傷物語〈III 冷血篇〉（プロデューサー）
- 打ち上げ花火、下から見るか? 横から見るか?（製作）

2024年
- 傷物語 -こよみヴァンプ-（企画）

### OVA
1987年
- 夢から、さめない。（色指定）

1994年
- 銀河英雄伝説（第3期）（制作進行）

1996年
- レジェンド・オブ・クリスタニア（制作担当）
- 銀河英雄伝説（第4期）（制作担当）

1997年
- 桜通信（制作担当）

1998年
- 銀河英雄伝説外伝（第1期）（制作担当）

2001年
- 頭文字D Extra Stage インパクトブルーの彼方に…（プロデューサー）

2002年
- アーケードゲーマーふぶき（アニメーションプロデューサー）

2006年
- ネギま!?（アニメーションプロデューサー）

2008年
- 魔法先生ネギま! 〜白き翼 ALA ALBA〜（アニメーションプロデューサー）
- 【獄・】さよなら絶望先生（アニメーションプロデューサー）

2009年
- 魔法先生ネギま! 〜もうひとつの世界〜（アニメーションプロデューサー）
- 【懺・】さよなら絶望先生 番外地（アニメーションプロデューサー）

2010年
- 魔法先生ネギま! もうひとつの世界Extra 魔法少女ユエ♥（アニメーションプロデューサー）

2011年
- かってに改蔵（アニメーションプロデューサー）

2013年
- ひだまりスケッチ 沙英・ヒロ 卒業編（企画）

2016年
- クビキリサイクル 青色サヴァンと戯言遣い（企画）

### Webアニメ
2016年
- 暦物語（プロデューサー）

2019年
- 豊島区×アニメイト「池袋PRアニメ」（プロデューサー）

2021年
- アサルトリリィ ふるーつ（企画・プロデュース）

### ゲーム
2003年
- 新世紀エヴァンゲリオン 鋼鉄のガールフレンド2nd（制作）

2017年
- マギアレコード 魔法少女まどか☆マギカ外伝（製作協力）

2021年
- アサルトリリィ Last Bullet（エグゼクティブプロデューサー）